# Entre um Silêncio e Outro
| Críticas profissionais | Críticas profissionais |
| Avaliações da crítica  | Avaliações da crítica  |
| Fonte                  | Avaliação              |
| ---------------------- | ---------------------- |
| AllMusic               | [ 1 ]                  |
| ProgArchives           | (3.66/5)               |

Entre um Silêncio e Outro é o terceiro álbum do aclamado músico e compositor mineiro Marco Antônio Araújo. Foi lançado em 1983, em formato LP, de forma independente por sua própria gravadora, a Strawberry Fields. Em 1994, o álbum foi relançado em CD, com 3 faixas bônus.
O álbum, que traz na capa uma gravura do artista plástico Carlos Scliar, foi dedicado in memorian à sua professora Esther Scliar. Foi o disco mais elaborado do Marco Antônio Araújo, premiando o lado mais erudito de sua formação musical.
Conforme o site AllMusic.com, a música "Abertura II" está incluída no álbum Influências, mas esta nova versão foi gravada com guitarra. "Cantares I" também é de Influências (com o título "Fantasia No. III - Cantares"), mas a versão aqui presente foi gravada em 1978 com instrumentos clássicos, percussão, guitarra e violão de aço.

## Faixas
- Todas as músicas compostas por Marco Antônio Araújo.

LP
| Lado A | |         |  |
| N.º    | Título                                                                                                | Duração |  |
| 1.     | "Fantasia No. 2 - Romance" - "Prelúdio" - "Scherzo" - "Interlúdio" - "Ária" - "Divertimento" - "Coda" | 20:00   |  |

| Lado B         |                                                                              |         |  |
| N.º            | Título                                                                       | Duração |  |
| 2.             | "Fantasia No. 3 - Folhas Mortas - "Prelúdio" - "Brincadeira" - "Só" - "Trio" | 20:45   |  |
| Duração total: | Duração total:                                                               | 40:45   |  |

CD
| N.º            | Título                                                                                                | Duração |  |
| 1.             | "Abertura 1"                                                                                          | 6:35    |  |
| 2.             | "Abertura 2"                                                                                          | 7:16    |  |
| 3.             | "Cantares 2"                                                                                          | 4:52    |  |
| 4.             | "Fantasia No. 2 - Romance" - "Prelúdio" - "Scherzo" - "Interlúdio" - "Ária" - "Divertimento" - "Coda" | 20:00   |  |
| 5.             | "Fantasia No. 3 - Folhas Mortas - "Prelúdio" - "Brincadeira" - "Só" - "Trio"                          | 20:45   |  |
| Duração total: | Duração total:                                                                                        | 59:19   |  |

## Créditos Musicais
- Marco Antônio Araújo: Violão, Percussão
- Paulo Guimarães: Flauta
- Márcio Mallard: Violoncelo
- Jaques Morelenbaum: Violoncelo
- Sergio Gomes: Trompa